# Мале Банниково
Мале́ Ба́нниково (рос. Малое Банниково) — присілок у складі Каргапольського району Курганської області, Росія. Входить до складу Банниковської сільської ради.
Населення — 20 осіб (2010, 52 у 2002).
Національний склад населення станом на 2002 рік: росіяни — 96 %.